# Хамілена
Хамілена (ісп. Jamilena) — муніципалітет в Іспанії, у складі автономної спільноти Андалусія, у провінції Хаен. Населення — 3521 особа (2010).
Муніципалітет розташований на відстані близько 300 км на південь від Мадрида, 9 км на захід від Хаена.

## Демографія
Динаміка населення (INE ):